# Hyperestrogenismus
Hypererestrogenismus je zdravotní stav charakterizovaný nadměrným množstvím estrogenní aktivity v těle. 

## Příznaky a symptomy
Příznaky hyperestrogenismu mohou zahrnovat zvýšené hladiny jednoho nebo více estrogenních pohlavních hormonů (obvykle estradiolu a / nebo estronu ), snížení hladiny folikuly stimulujícího hormonu a / nebo luteinizačního hormonu (kvůli potlačení dráhy hypothalamus-hypofýza-gonáda estrogenem) a snížené hladiny androgenů, např. testosteronu (u mužů).  Příznaky onemocnění u žen mohou být menstruační nepravidelnosti, amenorea, abnormální vaginální krvácení a zvětšení dělohy a prsou .   Může se také vyskytovat jako izohebální precocity u dětí   a jako hypogonadismus, gynekomastie, feminizace, impotence a ztráta libida u mužů.  Pokud není léčena, hyperestrogenismus může zvýšit riziko karcinomů, které jsou citlivé na estrogen, jako je rakovina prsu v pozdějším věku.

## Příčiny
Hyperestrogenismus může být způsoben nádory vaječníků,  genetickými stavy, jako je syndrom přebytku aromatázy (také známý jako familiární hyperestrogenismus ) nebo nadměrnou konzumací exogenních zdrojů estrogenu, včetně léků užívaných při hormonální substituční terapii a hormonální antikoncepci .  Cirhóza jater je další příčinou, i když snížením metabolismu estrogenu, nikoliv nadměrnou kompenzací nebo nadměrnou konzumací není tak častá.

## Léčba
Léčba může zahrnovat operaci v případě nádorů,  nižší dávky estrogenu v případě exogenně zprostředkovaného nadbytku estrogenu a léků potlačujících estrogen, jako jsou analogy hormonu uvolňující gonadotropin a progestogeny . Kromě toho mohou být androgeny doplněny u mužů.

## Příbuzná témata
- Deficience aromatázy
- Syndrom nadbytku aromatázy
- Syndrom necitlivosti na estrogen
- Vysoký podíl estrogenu
- Hyperandrogenismus
- Hypergonadismus
- Hypergonadotropní hypergonadismus
- Hypoandrogenismus
- Hypoestrogenismus
- Hypogonadismus